# Kansas City Chiefs
Kansas City Chiefs – zawodowy zespół futbolu amerykańskiego z siedzibą w Kansas City w stanie Missouri. Drużyna jest obecnie członkiem Dywizji Zachodniej konferencji AFC ligi NFL. Chiefs przeprowadzają treningi letnie na terenie University of Wisconsin-River Falls.
W roku 1960 Lamar Hunt powołał do życia klub Dallas Texans, który został członkiem założycielem American Football League. W roku 1963 zespół przeniósł się do Kansas City, zmieniając nazwę na obecną. Później stał się członkiem NFL w wyniku połączenia lig.
Chiefs jako drudzy, po New York Jets, wygrali z rywalami z NFL w meczu o Mistrzostwo Świata AFL-NFL: pokonali Minnesota Vikings podczas Super Bowl IV.
Zawodnicy polskiego pochodzenia w Chiefs: Ron Jaworski (1989).

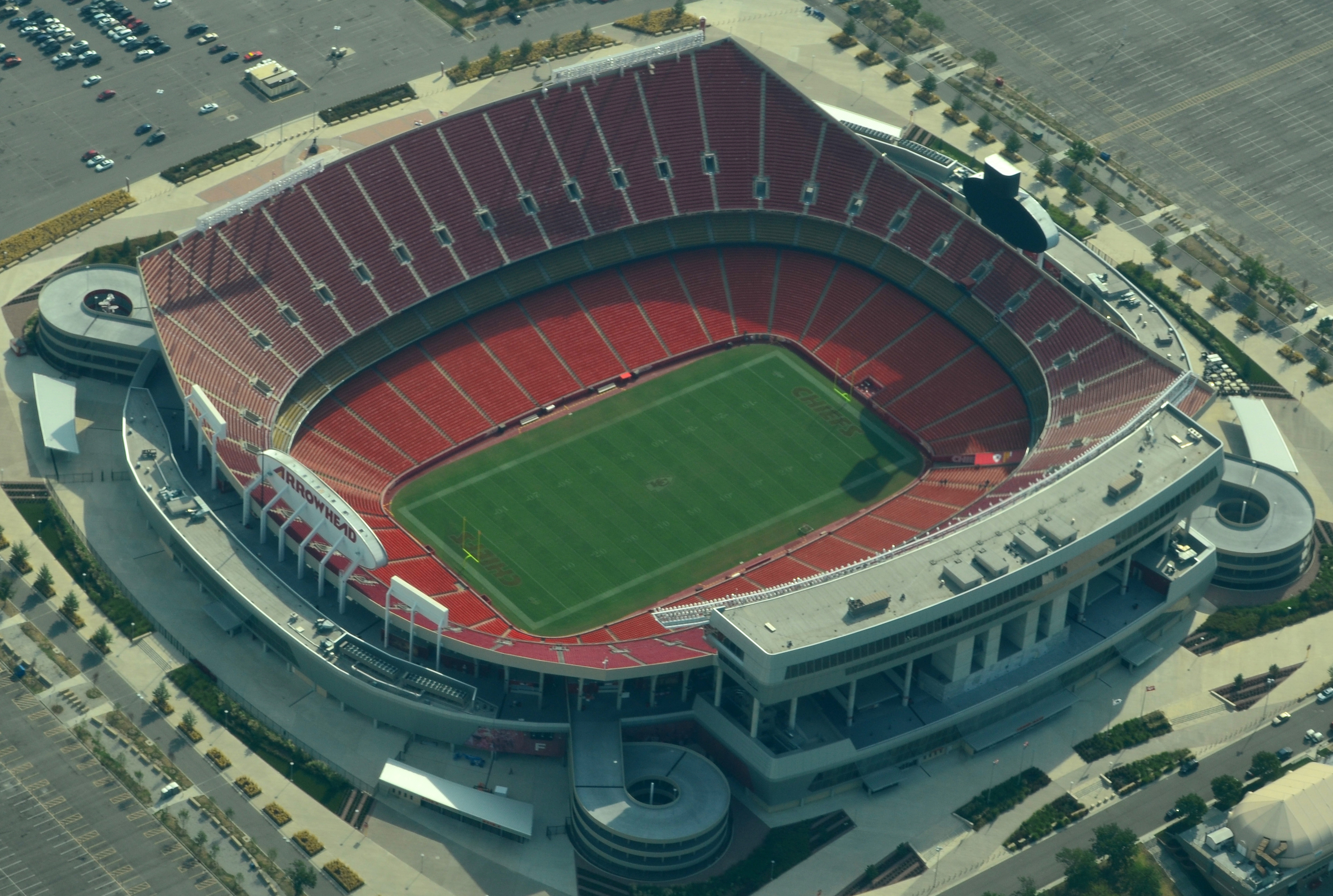
Stadion drużyny z lotu ptaka

Wygrali Super Bowl LIV w Miami na Hard Rock Stadium.
W roku 2023 podczas Super Bowl LVII pokonali Philadelphia Eagles wynikiem 38-35.

## Historia nazw
- Dallas Texans (1960–1962)
- Kansas City Chiefs (od 1963)